# Wisse Dekker

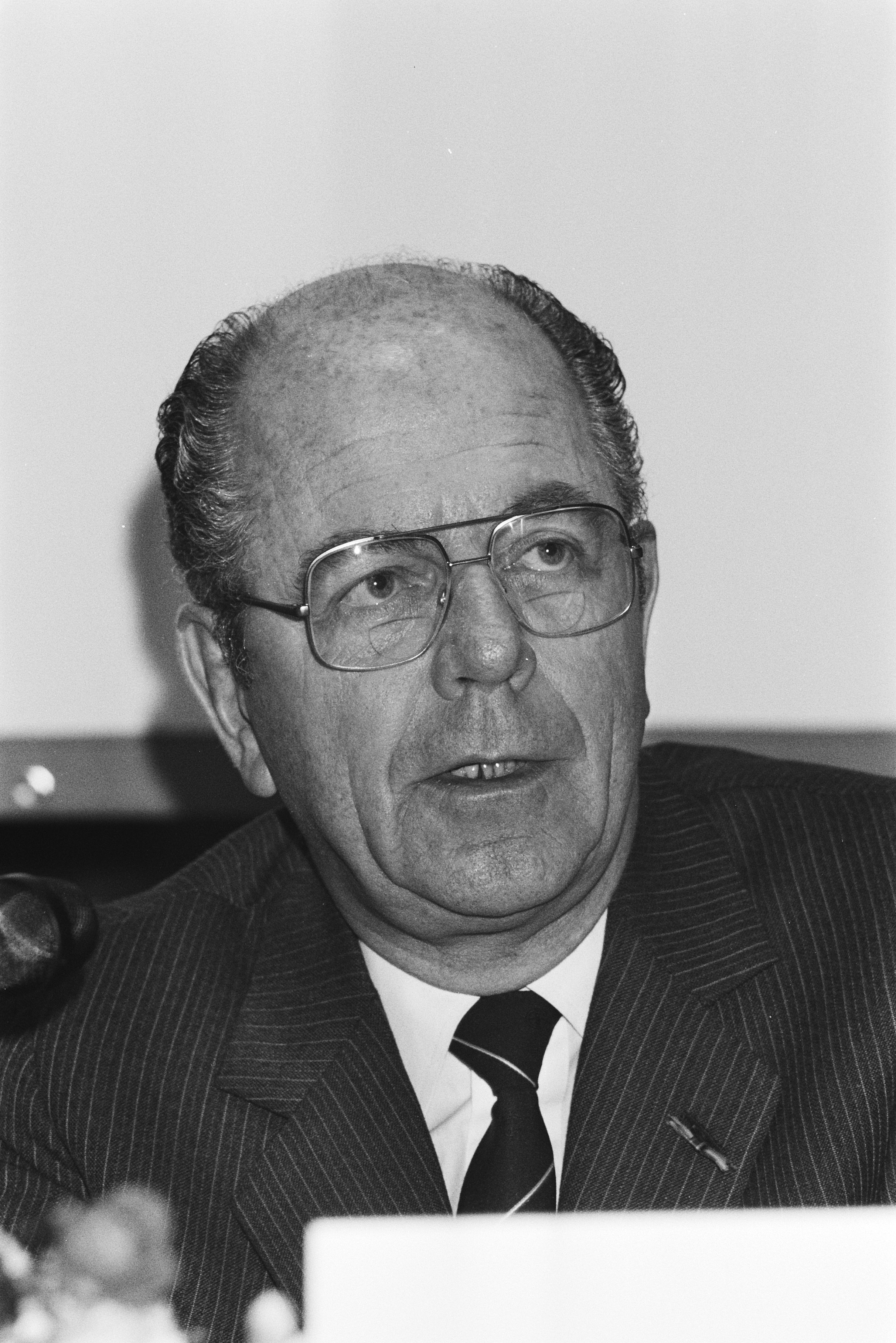
Wisse Dekker (1983)

Wisse Dekker (* 26. April 1924 in Eindhoven; † 25. August 2012 in Zoutelande) war ein niederländischer Manager. Dekker war von 1981 bis 1986 Vorstandsvorsitzender von Philips.

## Leben
Dekker studierte Wirtschaftswissenschaften in Tilburg. 1948 trat er bei Philips ein und arbeitete zunächst im regionalen  Koordinationsbüro der Philips für Südostasien und ab 1948 auf  verschiedenen Posten der Philips-Organisation in Indonesien. Im Oktober  1956 kehrte er nach Eindhoven zurück und wurde stellvertretender Leiter des  regionalen Koordinationsbüros für Südostasien. Dieselbe Funktion übernahm er 1959 für den Philipsbereich Ferner Osten, bis er 1961 zum Leiter dieses Geschäftsbereichs ernannt wurde. Im November 1966 wurde er Philips-Generalmanager für Fernost mit Sitz in Tokio. Anfang 1972 wurde er Vorstandsmitglied der Philips-Organisation in Großbritannien und wenig später, im März des Jahres, deren leitender Manager. Im April 1976 rückte er in den Vorstand der Muttergesellschaft N.V. Philips Gloeilampenfabrieken, Eindhoven, ein. Anfang 1979 wurde er stellvertretender Vorstandsvorsitzender. Im Dezember 1981 wurde Wisse Dekker Präsident und Vorstandsvorsitzender des Weltkonzerns. Diese Position hatte er bis 1986 inne. Er wurde von Cornelis van der Klugt abgelöst.